# 劉易斯鎮區 (堪薩斯州戈夫縣)
劉易斯鎮區（英語：Lewis Township）為美國堪薩斯州戈夫縣轄下的鎮區。2010年美国人口普查中此鎮區人口有7人。

## 地理
劉易斯鎮區涵蓋總面積為371.9平方（143.59平方英里），其中陸地面積為371.9平方（143.59平方英里），水域面積為0平方（0.00平方英里）或0.00%。海拔高度828（2,717英尺）。

## 人口統計
根據2010年美國人口普查，劉易斯鎮區人口有7人，其中男性有4人，女性有3人，人口密度為每平方公里0.02人，住房計5戶。鎮區內的白人有7人，非裔美國人有0人，美洲原住民有0人，亞裔美國人有0人，太平洋島裔美國人有0人，其他種族有0人，混血種族則有0人。此外鎮區內有0人為西班牙裔或拉丁裔美國人。此鎮區之年齡中位數為60.5歲，而男性年齡中位數為63.0歲，女性年齡中位數為57.5歲。